# Reussia minor
Reussia minor är en mossdjursart som först beskrevs av Androsova 1958.  Reussia minor ingår i släktet Reussia och familjen Bryocryptellidae. Inga underarter finns listade i Catalogue of Life.